# 葉爾蘭·科沙諾夫
葉爾蘭·扎卡诺维奇·科沙諾夫（羅馬化：Erlan Jaqanūly Qoşanov，發音：[jeɾɫɑn ʐɑqɑno̙ɫɯ qɔʂɑnəf]；1962年8月14日—），是一位哈薩克斯坦政治人物，现任馬日利斯主席。他曾經在2017年3月14日至2019年9月18日期間擔任該國卡拉干達州州長，並自2019年9月18日至2022年2月1日出任總統辦公廳主任。

## 早年生活和教育
科沙諾夫於1962年8月14日在蘇聯哈薩克蘇維埃社會主義共和國（現哈薩克斯坦）卡拉干達州舍特區阿克蘇-阿尤勒出生，大學時期於卡拉干達理工學院（現卡拉干達國立科技大學）傑茲卡茲甘分校修讀機械工程學系並在1984年順利畢業，其後更於1991年和1999年分別在蘇聯對外貿易學院（現全俄對外經貿學院）高級商學院以及哈薩克國立管理學院（現納爾霍斯大學）獲得經濟學學士學位。此外他能通曉哈薩克語、俄語和德語，並曾經於蘇聯陸軍服役。

## 仕途
科沙諾夫在1986年入職「傑茲卡茲甘有色金屬」（Джезказганцветмет）公司（現傑茲卡茲甘礦業冶金綜合體）從事鎖匠與加工廠工頭，兩年後進入哈薩克列寧主義青年共產主義聯盟（全聯盟列寧主義青年共產主義聯盟位於哈薩克斯坦的分支）傑茲卡茲甘州委員會先後擔任勞動和農村青年部講師以及青年社會經濟問題部部長，然後再於1990年轉往傑茲卡茲甘州對外經濟關係委員會先後出任首席專家、部門主任、副主席和主席等職位。
1995年，科沙諾夫離開委員會職務，並加入新成立的哈薩克斯坦民主黨以及擔任下屬傑茲卡茲甘州委員會秘書。隨後他在翌年1月成為參議院議員和參議院下屬國際事務、防衛與安全委員會成員，並於同年退出民主黨。後來科沙諾夫在1999年2月卸下參議員職務，並被任命為政府駐議會代表，其後更於2001年10月獲兼任總理辦公室副主任一職。
2003年6月，科沙諾夫結束政府駐議會代表以及總理辦公室副主任職務，改任交通和通訊部副部長，接著在2006年2月出任部門下屬民航委員會主席。隨後他又於翌年成為政府駐馬日利斯代表以及重回總理辦公室擔任副主任一職，後來更在2012年2月獲升任為總理辦公室主任。
2017年3月14日，哈薩克斯坦首任總統努爾蘇丹·納扎爾巴耶夫簽署第439號總統令，正式任命科沙諾夫為卡拉干達州州長，科沙諾夫任職約兩年半後獲第二任總統卡西姆若馬爾特·托卡耶夫於2019年9月18日任命為總統辦公廳主任。2020年9月14日，托卡耶夫總統成立總統直屬最高改革委員會，並委任科沙諾夫為成員之一。
2022年4月26日，托卡耶夫以保持政治中立为由宣布退出阿瑪納特（原名：祖国之光）。科沙諾夫成为该党领袖。

## 榮譽
科沙諾夫曾經在2007年和2013年分別獲得庫爾梅特獎章以及帕拉薩特獎章。